# Idriss Miskine
Idriss Miskine (né 15 mars 1948 et mort le  7 janvier 1984) est un homme politique et diplomate tchadien sous les Présidents Félix Malloum et Hissène Habré.
D'ethnie hadjaraï, il était ministre des Transports, des Postes et des Télécommunications sous la présidence de Felix Malloum, avant de rejoindre le mouvement des forces armées du Nord (FAN) d'Habré en 1979. Après la prise de N'Djamena par la FAN en juin 1982, Il devient ministre des Affaires étrangères.
Il est mort brusquement le 7 janvier 1984. les circonstances de sa mort demeurent mystérieuses,.